# Manuel Maria Barbosa du Bocage
Manuel Maria Barbosa du Bocage (Setúbal, Portugal, 15 de setembre de 1765 – Lisboa, Portugal, 21 de desembre de 1805) va ser un escriptor portugués, considerat un dels millors poetes de les lletres portugueses. Va ser un dels màxims representants del moviment literari de l'Arcàdia sota el pseudònim d'Elmano Sadino.
Era fill de José Luís Soares de Barbosa, llicenciat a la Universitat de Coimbra on estudià per advocat, i de D. Mariana Joaquina Xavier Lestof du Bocage, filla del francès vicealmirall Gillet le Dous du Bocage i neboda de la cèlebre poetessa, escriptora i dramaturga francesa Anne-Marie Fiquet Du Boccage, que va ser premiada amb la corona de llorers de Voltaire i amb el primer premi de l'Acadèmia de Rouen.

## Infantesa
Va passar una infància trista: el seu pare va anar a la presó quan ell tenia sis anys i la seva mare va morir quan ell en tenia 10. Els catorze abandonà les lliçons humanistes del professor espanyol João Medina i va aconseguir una plaça de cadet en el regiment de la infanteria de Setúbal. Als divuit anys, es traslladà a Lisboa i freqüentà l'Academia Real de Marinha on estudià per guarda-marinho, cos entre aspirant i segon tinent del cos de Marina. El juny de 1784 va ser declarat desertor però, tot i això, va ser nomenat per la reina Maria I.
Durant aquest període a la capital portuguesa ja era conegut pels seus poemes i començà a gaudir de la vida desenfrenada i llibertina.

## El seu viatge a Orient
L'any 1786 va embarcar en la nau Nossa Senhora da Vida, Santo António e Madalena i va fer escala a Rio de Janeiro on va ser acollit pel governador Luís de Vasconcelos e Sousa. Arribà a Goa a l'octubre de 1786 i freqüenta l'Aula Real de Marinha però no va arribar a examinar-se per motius desconeguts –en el Livro de Assentos das Entradas dos Discípulos diu que no s'examinà por causa legítima–. En aquesta ciutat es relacionà amb Sebastião José Ferreira Barroco, poeta arcàdic. Dos anys més tard, es traslladà a Daman i, dos dies després, va fugir a Macau on dugué una vida de vagabund fins que fou acollit pel seu amic Joaquim Pereira de Almeida, que el vinculà amb les principals famílies, entre ells Lázaro da Silva Ferreira que l'ajudà a retornar a Portugal.
Aquesta experiència va provocar a Bocage una sensació de tristesa, solitud i d'enyor per tot allò que havia deixat a Portugal. Se sentia envoltat d'un món llunyà i incomprensible que no el fascinà gens.

## Retorn a Lisboa
L'agost de 1790 retornà a Lisboa. Aquest mateix any va entrar a formar part de la transformada Academia de Humanidades de Lisboa amb el nom poètic d'Elmano Sadino. Un any més tard va sortir a la llum el seu primer volum del llibre Rimas. El 1793 esclatà un conflicte entre ell i altres poetes arcàdics, entre els quals destaquen Dr. Luís Correia do Amaral França, l'Abade de Almoster, Joaquim Franco de Araújo Barbosa, Caldas Barbosa i, sobretot, amb José Agostinho de Macedo amb qui mantingué una lluita més encesa. L'any següent fou expulsat de l'Academia tot i que ell ja feia temps que no es movia en aquell cercle.
Manuel Maria, en aquest període, recuperà la vida desenfrenada, liberal, bohèmica ... cosa que no va ser ben vista pel fort despotisme de l'època. La despreocupació de Bocage a dissimular les seves creences polítiques i religioses va provocar que el 10 d'agost de 1797 el detinguessin a bord d'Aviso, un vaixell on s'havia refugiat per fugir cap a Brasil, acusat d'escriure uns «papéis ímpios, sediciosos e críticos» (Cidade, 1965, 84). Primer va ser enviat a la presó del Limoeiro; el desembre el van traslladar a la presó del Sant Ofici; el febrer de l'any següent va ser enviat al Convento de S. Bento; i, el març a l'Hospício das Necessidades. L'abril de 1798 va ser posat en llibertat, gràcies a l'ajuda del ministre José de Seabra da Silva, entre d'altres.

## Els últims anys
Va ser alliberat a l'edat de 32 anys. Es va traslladar a la seva nova casa a la Travessa de André Valente, a Lisboa, i visqué allà amb la seva germana Maria Francisca. Ell trobà feina gràcies al religiós i botànic Frei José Mariano da Conceição Veloso que el va contractar per fer treballs de revisió i de traducció. És d'aquesta manera que Manuel Maria se centra en la traducció d'obres com Os Jardins de Delille, As Plantas de Castel, A Agricultura de Rosset o bé O Consórcio das Flores de Lacroix. També va traduir obres llatines i italianes.
L'any 1802 va ser acusat pel Sant Ofici de pertànyer a la maçoneria.
Quan encara no tenia quaranta anys va patir un aneurisma de caròtide que el va obligar a fer repòs. Passà uns mesos reclòs acompanyat en tot moment de la seva germana i de les visites de persones de totes les condicions socials, així com de molts intel·lectuals: Henrique Pedro da Costa, Curvo Semedo, i altres. L'ajudà, també, el propietari del cafè Botequim das Parras, José Pedro da Silva, que es va dedicar a recopilar els últims versos que el poeta escrivia per publicar-los i poder treure'n un mínim benefici econòmic.
El matí del 21 de desembre de 1805, Manuel Maria Barbosa du Bocage va morir amb poc més de 39 anys. El seu cadàver va ser transportat a l'Igreja das Mercês.

## Obra
Manuel Maria Barbosa du Bocage és un autor que està a mig camí de les tendències literàries del neoclassicisme i del romanticisme.
S'aproxima a l'estètica neoclàssica per l'ús de la mitologia amb valor al·legòric; l'ús d'un vocabulari erudit i llatinitzant; i un llenguatge concís i clar. En el contingut destaca la imatge del paisatge bucòlic, del destí, de la mort com a tristesa, de la sublimació de l'amor i el domini a la raó.
És més proper al romanticisme per la presentació d'un to declamatori a través de l'ús d'interjeccions, vocatius, ... i per la presència de marques autobiogràfiques. Pel que fa a la temàtica hi ha la presència de tot d'elements romàntics com la imatge del locus horrendus, el desengany i el fatalisme, la manifestació d'estats d'ànim negatius, la lamentació, la mort com alliberació, l'amor com una passió, la consciència del jo, el gust per la solitud, la temàtica de la llibertat, etc.
Si analitzem l'obra de Bocage podríem afirmar que recorda més al neoclassicisme per la forma i és més semblant al romanticisme pel contingut.

## Llista d'obres
Entre les seves obres cal destacar:
- Elegia que o Mais Ingénuo e Verdadeiro Sentimento Consagra à Delporável Morte do Illmo. E Excmo. Sr. D. José Tomás de Menezes, 1790.
- Rimas, volum I, 1791.
- Queixumes do Pastor Elmano contra a Falsidade da Pastora Urselina (Ecloga), 1791.
- Eufémia ou o Triunfo da Religião, 1793.
- Rimas, volum II, 1799.
- Elogio aos Faustissimos Annos do Serenissimo Principe Regente Nosso Senhor, 1800.
- Rimas, volum III, 1804.
- Epicédio na Sentida Morte do Ilustríssimo, e Excelentíssimo Senhor D. Pedro José de Noronha, Marquez de Angeja, 1804.
- Improvisos de Bocage na sua mui perigosa efermidade, 1805.
- A Gratidão, 1805.
- Novos Improvisos de Bocage na sua moléstia, 1805.
- A Saudade Materna, 1805.
- Mágoas Amorosas de Elmano, 1805.
- A Virtude Laureada, 1805.

Entre les seves traduccions cal destacar:
- As Chinelas de Abu-Casem, 1797.
- História de Gil Braz de Santilhana de Lesage, 1797.
- Os Jardins ou a Arte de Aformosear as Paisagens. Poema de M. Delille, 1800.
- As Plantas, 1801.
- O Consórcio das Flores. Epístola de Lacroix a seu Irmão, 1801.
- Galateia – Novel·la pastoral, imitada de Cervantes por Florian, 1802.
- Rogério e Victor de Sabran, ou o Trágico Efeito do Ciúme, 1802.
- Ericia ou a Vestal, 1805.

## Pel·lícules i sèries
L'any 1997 es va filmar una pel·lícula inspirada en la vida del poeta portuguès, Bocage, o Triumfo do Amor, dirigida per Djalma Limongi Batista. El mateix any rebé el Prêmio Especial do Juri del Festival de Gramado i participà en el Sundance Film Festival, l'any 1998.
L'any 2006 es feu una mini-sèrie per RTP, Rádio e Televisão de Portugal, amb el títol de Bocage, la dirigí Fernando Vendrell.

## Curiositats
- La descendència de la seva família és la mateixa que la del zoòleg i polític portuguès Dr. José Vicente Barbosa du Bocage (Funchal, 1823 – Lisboa, 1907).
- A la dècada dels noranta en els bitllets portuguesos de 100 escuts sortia impresa la imatge de Manuel Maria du Bocage.
- El dia 15 de setembre, dia del naixement del poeta, és festa a la ciutat portuguesa de Setúbal.